# Luis Abilio Sebastiani Aguirre
Luis Abilio Sebastiani Aguirre SM (ur. 22 lutego 1935 w El Callao, zm. 10 sierpnia 2020 w Limie) – peruwiański duchowny katolicki, arcybiskup metropolita Ayacucho w latach 2001–2011.

## Życiorys
Wstąpił do Towarzystwa Maryi 10 maja 1957 i złożył profesję wieczystą 24 września następnego roku. Święcenia kapłańskie przyjął 23 kwietnia 1962. Pełnił funkcje m.in. promotora powołań, rektora seminarium marystów oraz wikariusza generalnego diecezji Callao.

### Episkopat
21 listopada 1992 został mianowany przez papieża Jana Pawła II biskupem diecezji Tarma. Sakry biskupiej udzielił mu 3 stycznia 1993 abp Luigi Dossena.
13 czerwca 2001 został mianowany arcybiskupem metropolitą Ayacucho. Urząd objął 5 sierpnia tegoż roku.
6 sierpnia 2011 przeszedł na emeryturę.